# Giray Kaçar
Remzi Giray Kaçar (* 15. März 1985 in Karaman) ist ein türkischer Fußballspieler.

## Karriere

### Verein
Kaçar spielte in der Jugend von Gençlerbirliği Ankara und dies bis 2004. Danach wurde Kaçar von Gençlerbirliği Ankara an deren zweite Mannschaft Gençlerbirliği OFTAŞ verliehen. Dort spielte er vier Jahre lang und schaffte es mit dem Amateurklub den Aufstieg in die Turkcell Süper Lig in der Saison 2007/08.
Nach seinen guten Leistungen bei OFTAŞ wechselte Kaçar zur Saison 2008/09 zu Trabzonspor. Bei diesem Klub etablierte er sich während seiner ersten Saison zum Stammspieler. Hier bildete er für die nächsten zwei Jahre zusammen mit Egemen Korkmaz die Innenverteidigung Trabzonspors. In der Saison 2009/10 wurde er mit seiner Mannschaft türkischer Pokalsieger. In der Saison 2010/11 führte Kaçars Team lange Zeit die Süper Lig an und verspielte erst in den letzten zwei Spieltagen die sichere Meisterschaft. Im Laufe der Saison 2012/13 verlor Kaçar allmählich seinen sicheren Stammplatz. Nachdem im Sommer 2013 Mustafa Reşit Akçay bei Trabzonspor das Traineramt übernommen hatte, bekam Kaçar noch weniger Spieleinsätze als in der Vorsaison.
Nachdem er seinen Stammplatz bei Trabzonspor verloren hatte, wechselte Kaçar eine halbe Saison vor dem Auslaufen seines Vertrages innerhalb der 1. Liga zu Antalyaspor. Diesen Verein verließ er zum Saisonende, nachdem der Klub Klassenerhalt verfehlt hatte.
Zur Saison 2014/15 wechselte er zum Erstligisten Çaykur Rizespor. Bereits nach einer Saison verließ er Rizespor und wechselte anschließend zum Zweitligisten Göztepe Izmir. Nachdem er hier im Saisonverlauf aus dem Mannschaftskader suspendiert und für die Reservemannschaft auflaufen musste, wurde zum Saisonende sein Vertrag vorzeitig aufgelöst.

### Nationalmannschaft
Bislang wurde Remzi Giray Kaçar von der türkischen Nationalmannschaft zu zwei Freundschaftsspielen eingeladen, jedoch kam er zu keinem Einsatz. Am 11. November 2011 gab Kaçar sein Debüt für die Türkei.
Zuvor absolvierte Kaçar vier Einsätze für die türkischen U-21-Nationalmannschaft.

## Erfolge
Mit Gençlerbirliği OFTAŞ
- Vizemeister der TFF 2. Lig und Aufstieg in die TFF 1. Lig: 2005/06
- Meister der TFF 1. Lig und Aufstieg in die Süper Lig: 2006/07

Mit Trabzonspor
- Türkische Vizemeister: 2010/11
- Türkischer Pokalsieger: 2009/10
- Türkischer Super-Cup-Sieger: 2009/10